# استان ونیز
استان ونیز (Provincia di Venezia) استانی در ناحیه ونتو واقع در شمال ایتالیا می‌باشد. مرکز این استان شهر ونیز می‌باشد. مساحت این ناحیه ۲٬۴۶۷ کیلومتر مربع و جمعیت آن ۸۶۵٬۰۰۰ نفر طبق آمارهای سال ۲۰۱۲ است. همچنین، این استان دارای ۴۴ شهرستان می‌باشد که مهم‌ترین آنها در سال ۲۰۰۵ عبارت بودند از:

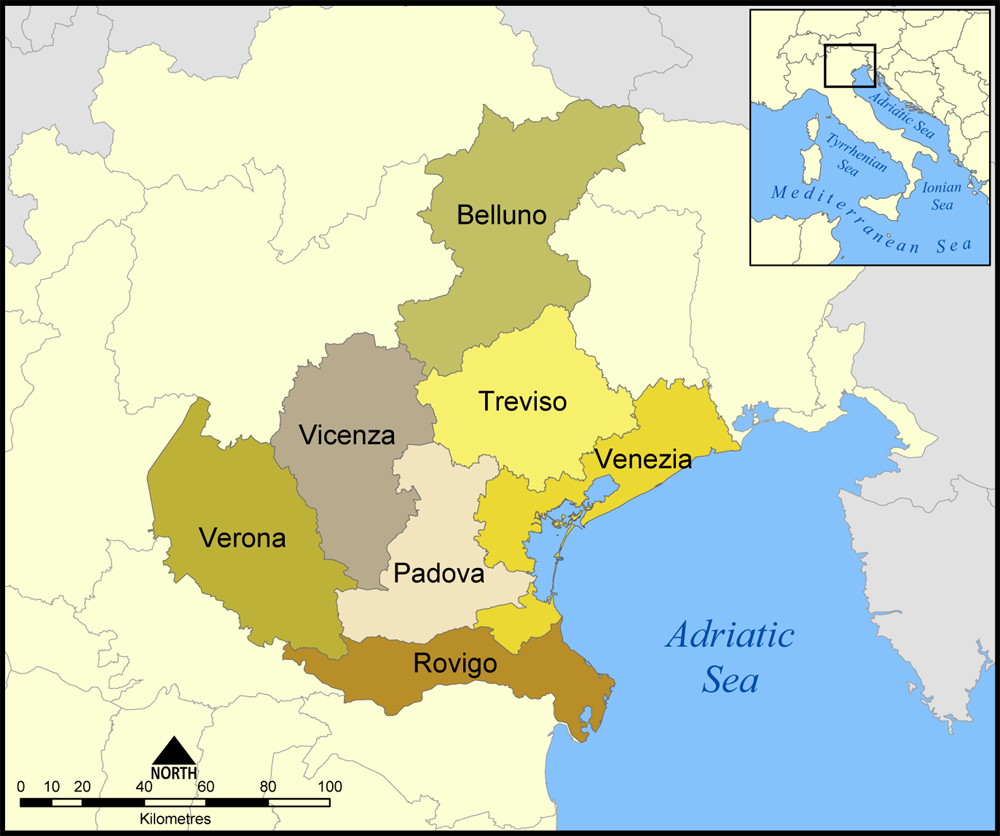
نقشه ناحیه ونتو

| نام شهر                | جمعیت   |
| ---------------------- | ------- |
| ونیز                   | ۲۷۰٬۶۶۲ |
| چیوگیا                 | ۵۱٬۲۳۱  |
| سن دونا دی پیاوه       | ۴۰٬۸۹۹  |
| میرا                   | ۳۷٬۷۳۷  |
| میرانو                 | ۲۶٬۱۲۶  |
| پورتوگروآرو            | ۲۵٬۱۶۲  |
| اسپینیا                | ۲۴٬۶۹۸  |
| جسولو                  | ۲۳٬۷۰۵  |
| مارتلاگو               | ۱۹٬۹۰۴  |
| اسکوزی                 | ۱۸٬۶۲۶  |
| سانتا ماریا دی سالا    | ۱۵٬۵۲۱  |
| کاوارزر                | ۱۵٬۳۱۹  |
| نوآل                   | ۱۵٬۲۳۷  |
| دولو                   | ۱۴٬۶۴۹  |
| مارکون                 | ۱۲٬۹۶۹  |
| اراکلیا                | ۱۲٬۶۵۳  |
| کاولینو-ترپورتی        | ۱۲٬۴۴۴  |
| سنتا استینو دی لیونزا  | ۱۲٬۳۸۶  |
| کامپونوگارا            | ۱۱٬۸۵۸  |
| کائورل                 | ۱۱٬۸۴۷  |
| سالزانو                | ۱۱٬۷۹۷  |
| سن میشل آل تراگلیامنتو | ۱۱٬۷۷۸  |
| ماسیله دی پیاوه        | ۱۰٬۶۴۲  |
| کنکوردیا ساگیتاریا     | ۱۰٬۶۴۱  |